# Clixby
Clixby – wieś w Anglii, w Lincolnshire, w dystrykcie West Lindsey, w civil parish Grasby. Leży 35.8 km od Lincoln i 224.4 km od Londynu.
W 1931 roku civil parish liczyła 39 mieszkańców. Clixby jest wspomniana w Domesday Book (1086) jako Clisbi.